# Evry Schatzman
Pour les articles homonymes, voir Schatzman.
Evry Léon Schatzman (16 septembre 1920 à Neuilly-sur-Seine, France - 25 avril 2010 à Paris 19e,,,) est un astrophysicien français spécialisé dans le domaine de la structure des étoiles. Il est aussi connu pour avoir été, après-guerre, un pionnier de l'enseignement de l'astrophysique théorique en France.

## Biographie

### Jeunesse et études

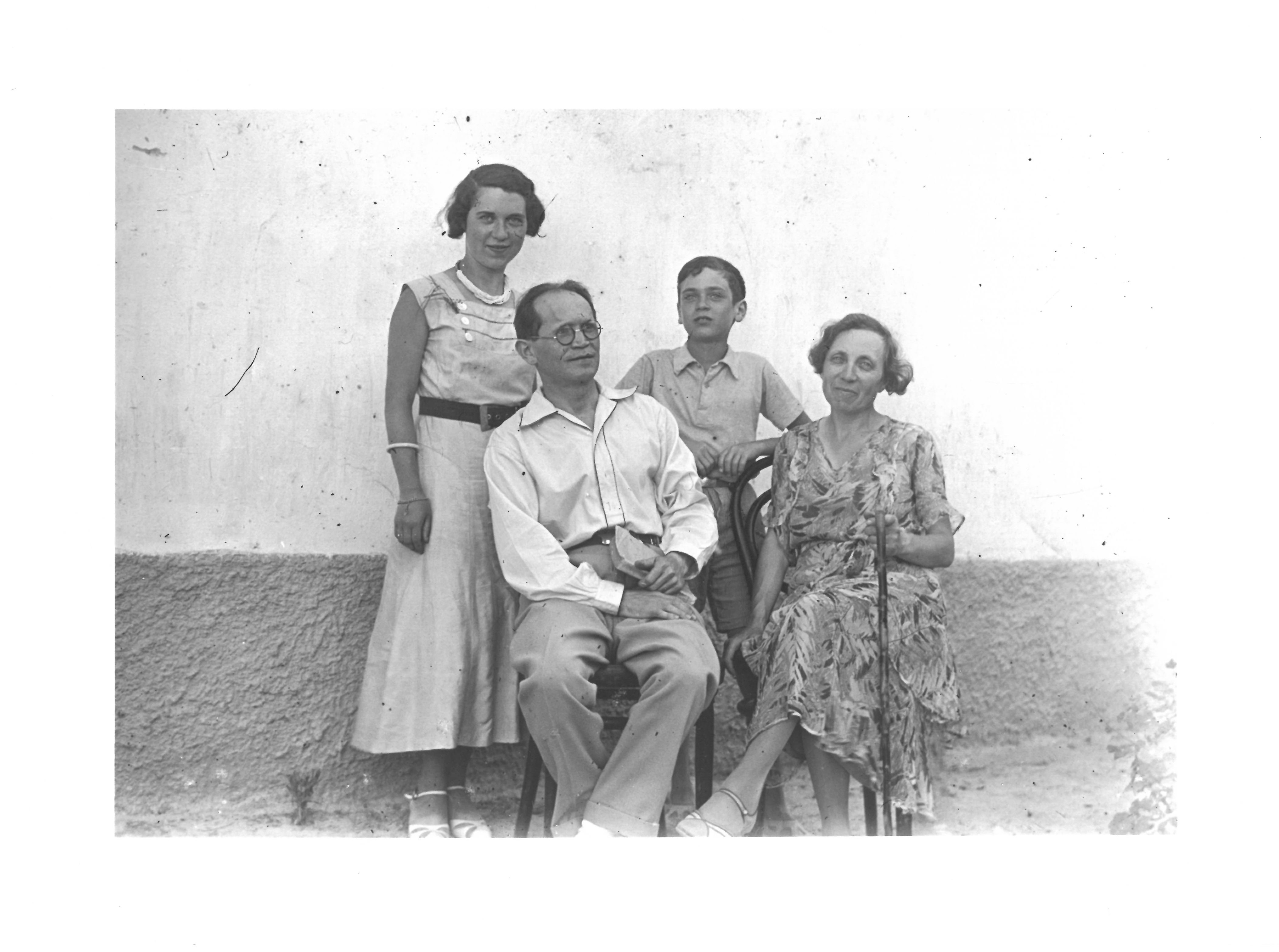
Evry Schatzman (troisième à partir de la gauche) avec sa sœur Danny, son père Benjamin et sa mère Cécile, vers 1930.

Evry Schatzman naît le 16 septembre 1920 à Neuilly-sur-Seine. Son père, Benjamin Schatzman (1877-1942), est un dentiste né à Tulcea en Roumanie et ayant émigré en 1882, avec sa famille à Zikhron Yaakov en Palestine, durant la première Aliyah, avant de venir s'installer en France à l'âge adulte. Sa mère, Cécile Kahn (1882-1969) est la fille de Léon Kahn (ancien secrétaire du consistoire israélite de Paris).
Il intègre l'École normale supérieure en 1939. Son jeune âge au moment du déclenchement de la Seconde Guerre mondiale lui épargne d'être mobilisé, mais ces années de guerre perturbent grandement la suite de son cursus, et l'obligent à entrer dans une semi-clandestinité du fait de ses origines juives. En raison des lois anti-juives du régime de Vichy il est notamment obligé pour terminer ses études de se rendre à Lyon où il rencontre sa femme Ruth Fisher (1920-2020), fille du responsable du KKL Joseph Fisher. D'autre part son père est victime d'une rafle en décembre 1941. D'abord interné en France, celui-ci meurt, en septembre 1942, probablement lors de son transfert vers les camps d'extermination.
Muni de faux papiers — son pseudonyme est alors Antoine Emile Louis Sellier — Evry Schatzman se réfugie avec sa femme à l'Observatoire de Haute-Provence en 1943, année où il se marie. Il trouve son premier sujet de recherche, les naines blanches, dans la maigre bibliothèque de l'observatoire (et notamment un ouvrage de Walter Baade).
Après un retour à Paris fin 1944, il passe l'agrégation de physique et se voit offrir un poste au CNRS en 1945, juste avant de soutenir sa thèse en mars 1946 devant un jury présidé par le Prix Nobel de physique Louis de Broglie.
À partir de 1945 et jusqu'en 1954, il est chargé de recherche, puis maître de recherche au CNRS. En 1954, il est nommé professeur à la faculté des sciences de Paris, puis à partir de 1970, à l’université Paris 7-Denis-Diderot. En 1976, il devient directeur de recherche au CNRS, à l’Observatoire de Nice, puis à l’Observatoire de Meudon à partir de 1988.

### Carrière
Après son recrutement par le CNRS, il est d'abord affecté à l'Institut d'astrophysique de Paris. Il y publie son premier article notable, où il émet l'hypothèse (aujourd'hui abandonnée) que les supernovae sont dues à des arrangements de la structure interne des naines blanches et non à l'effondrement gravitationnel d'une naine blanche en étoile à neutrons comme l'avait proposé Fritz Zwicky avant guerre. Il publie également la même année un long article sur la structure interne des naines blanches.
En 1947, il est invité par Bengt Strömgren à séjourner à l'université de Copenhague, et se met à étudier sur les conseils de son hôte l'atmosphère des naines blanches. Il est ensuite invité à l'Université de Princeton où il s'intéresse aux atmosphères stellaires, et propose en 1949 un mécanisme de chauffage de la couronne solaire via des ondes de choc.
Titulaire de la première chaire d'astrophysique française, créée à la Sorbonne, il enseigna aussi régulièrement à l'Université libre de Bruxelles (1949-1967), et exerça son métier de chercheur successivement à l'Institut d'astrophysique de Paris, à l'Observatoire de Paris-Meudon (à partir 1969) où il crée le Laboratoire d'astrophysique de Meudon, à l’université de Californie (Berkeley) (1984-1988) et en fin de carrière à l'Observatoire de Nice avant de retourner à Meudon, en tant que chercheur émérite.
Vers la fin de sa carrière, il participe à l'expérience GALLEX de mesure du flux de neutrinos solaires, dont l'amplitude fut confirmée comme étant significativement plus faible que prévu, l'explication de ce phénomène étant en réalité due aux oscillations de neutrinos, mises en évidence peu après par le détecteur Super-Kamiokande.
Diminué depuis 2002 par une maladie qui le prive d'une grande partie de sa capacité à communiquer, il meurt à Paris le 25 avril 2010.
Sa fille Michelle Schatzman est une mathématicienne française. Son fils, Jérôme Schatzman, travaille à l'ESSEC. Il rend, en juillet 2020, un rapport sur le financement de l'innovation sociale au Haut-Commissariat à l’Économie Sociale et Solidaire et à l'innovation sociale.

## Militantisme
Marqué par les années de guerre, il milite au Parti communiste français de 1946 à 1959 qu'il quitte en réprouvant les crimes staliniens. Il devient plus tard secrétaire général du Syndicat national de l'enseignement supérieur et de la recherche scientifique, et fut également longuement président de l'Union rationaliste (de 1970 à 2001).

## Distinctions
- Membre de l'Académie des sciences[14] en 1985
- Membre correspondant de l'Académie royale des sciences de Liège
- Membre de l’Academia Europaea
- Docteur Honoris Causa de l'université de Barcelone

### Prix scientifiques
- Prix Peccot du Collège de France
- Prix Manley Bendall de l'Académie nationale des sciences, belles lettres et arts de Bordeaux
- Prix Paul et Marie Stroobant de l'Académie royale des sciences, des lettres et des beaux-arts de Belgique (1971)
- Prix Robin de la Société française de physique (1971)
- Prix Janssen de la Société astronomique de France (1973)
- Prix Holweck de la Société française de physique (1975)
- Médaille de l'Association pour le développement international de l'Observatoire de Nice
- Prix fondé par l’État, décerné par l'Académie des sciences, pour ses contributions majeures aux progrès de l'Astrophysique (1982)[15].
- Médaille d'or du CNRS (1983)[16].

### Distinctions civiles
- Chevalier de la Légion d'honneur
- Officier de l'ordre national du Mérite
- Commandeur de l'ordre des Palmes académiques

### Autres
- L'astéroïde (17764) Schatzman porte son nom.

## Publications
- Avec Ruth Schatzman édite: Benjamin Schatzman. Journal d'un interné: Compiègne, Drancy, Pithiviers 12 décembre 1941-23 septembre 1942. Éditions Le Manuscrit, 2005.  (ISBN 2-7481-6032-0 et 2-7481-6034-7)
- Avec Françoise Praderie, Les Étoiles, InterEdition - Éditions du CNRS, 1990
- Les Enfants d'Uranie : à la recherche des civilisations extraterrestres, éd. Le Seuil, 1986  (ISBN 2-020-09094-5)
- La Science menacée, éd. Odile Jacob, 1989,  (ISBN 2-738-10044-9)
- Le Message du photon voyageur, éd. Belfond, 1987
- Astrophysique générale, J.-C. Pecker et E. Schatzman, Masson & Cie, 1959
- « Notre Univers », Diagrammes, no 13,‎ mars 1958
- en coll. avec J. C. Pecker et Paul Couderc, L'astronomie au jour le jour, Paris, Gauthier-Villars, 1954
- Origine et évolution des mondes, éd. Albin Michel, coll. « Sciences d'aujourd'hui », 1957
- (en) White Dwarfs, North Holland Publishing Company, Amsterdam, 1957